# Arwyn Davies, Baron Arwyn
Arwyn Randall Davies, Baron Arwyn (* 17. April 1897; † 23. Februar 1978) war ein britischer Wirtschaftsmanager, der ab 1964 Mitglied des House of Lords war.

## Leben
Davies besuchte die Grammar School von Ystalyfera in Glamorgan, Wales. Nachdem er während des Ersten Weltkriegs in der British Army gedient hatte, absolvierte er eine Ausbildung am Swansea Technical College in Swansea.
Er betätigte sich als Bergbauingenieur sowie als Wirtschaftsmanager und erlangte unter anderem Patente für die Verbesserung von Brikettproduktionen (1926) sowie für Sprengpatronen (1949). Er fungierte zuletzt als stellvertretender Vorstandsvorsitzender der Bath and Portland Group Ltd.
Durch ein Letters Patent vom 29. Dezember 1964 wurde er gemäß dem Life Peerages Act 1958 als Baron Arwyn, of Glais in the County of Glamorganshire, zum Life Peer erhoben und war dadurch fortan bis zu seinem Tod Mitglied des House of Lords. Um dabei seinen Vornamen Arwyn als Namen für die Peerswürde verwenden zu können, ließ er nach der Ankündigung seiner Erhebung in den Adelsstand am 14. Dezember 1964 seinen Familiennamen durch Deed poll von Davies zu Arwyn ändern.
Als er 1978 starb, hinterließ er drei Kinder aus zwei Ehen.